# Epikur
‎
Epikúr (starogrško starogrško 'Eπίκουρος: Epíkouros), starogrški filozof, * 341 pr. n. št., otok Samos, Jonija, Grčija, † 270 pr. n. št., Atene.
Epikur je izhajal iz begunske atenske družine. Njegova starša sta bila atenska meščana in sta se preselila na egejski otok Samos. Epikur se je vrnil v Atene in služil kot efeb, mladenič svobodnega rodu v vojaški službi. Dramatik Menander je bil kot efeb v istem razredu z Epikurjem.
Miselno izhaja iz Demokritove šole. Njegov učitelj je bil Nausifanej. Leta 306 je ustanovil na svojem vrtu neformalno filozofsko združenje (zato se imenuje tudi vrtni filozof). Dostop v to družbo so imele tudi ženske in sužnji. Epikur je bil veselega značaja, etično še dokaj resen. V njegovi šoli je vladalo prijetno ozračje, pravo občestvo; vse je bilo v največjem veselju. Nekateri hočejo to družbo naslikati v kričečih moralnih barvah, toda to vsaj za Epikura ne drži. Res pa je da so se njegovi učenci izpridili.
Epikur je po pridobitvi filozofske izobrazbe v več grških mestih začel učiti v dveh mestih v Mali Aziji. Ustanovil je eno najpomembnejših filozofskih šol, atenske dobe, z imenom Vrt. Njegov filozofski sistem se po njem imenuje epikurejstvo.

## Njegovo učenje
Njegovo učenje se je tudi s socialnega vidika razlikovalo od drugih glavnih grških mislecev tistega in predhodnega časa. Ženskam in sužnjem je dovolil hoditi v svojo šolo. V svoji epistemologiji je poudarjal pomen čutil. Bil je med redkimi Grki, ki je prenehal z bogaboječnostjo in čaščenjem bogov, kar je bila splošna navada tistega časa.
Njegova misel se vrača k atomizmu. Po njegovem obstajata snov in praznina. Snov sestavljajo atomi, preprosti delci najmanjše velikosti, brezštevilni in nedeljivi. Ti se nenehno združujejo in ločujejo, in kjer padajo v praznino, kolidirajo, se povezujejo in tako sestavljajo telesa, ki pozneje spet razpadejo v atome, itd. V kozmični Praznini, ki je neskončna in neizmerljiva, obstajajo nešteti svetovi, vendar od teh poznamo samo enega. Svetovi se brez konca rojevajo in gibljejo sem ter tja. V vrtincu teh zaporednih poskusov je narava ustvarila naš svet in človeka. Dušo medtem sestavljajo najlažji atomi in ne more živeti brez telesa, telo pa ne brez nje. 

## Vpliv
Grški zgodovinar filozofije in biograf Diogen Laertij omenja 41 njegovih del, a žal so se ohranila zgolj tri pisma in 41 izrekov. Ključen nosilec Epikurjevih idej je zato obsežna pesnitev v latinščini »O naravi sveta« (De rerum natura), ki jo je spisal rimski pesnik in epikurejski filozof iz 1. stol. pr. n. št. Tit Lukrecij Kar. 
Elementi Epikurjeve filozofije so odmevali in vzniknili pri različnih mislecih in gibanjih skozi zahodno zgodovino mišljenja. Za človeka je bilo po njemu samoumevno, »da ima pravico živeti, da je svoboden in brez nevarnosti«. To so kasneje povzeli demokratični misleci francoske revolucije in drugi, kot na primer John Locke, ki je zapisal, da imajo ljudje pravico do »življenja, svobode in lastnine«. Te tri značilnosti so prenašali vse do današnjosti, in tudi v ameriško gibanje za svobodo ter deklaracijo o neodvisnosti Thomasa Jeffersona kot »življenje, svoboda in težnja po sreči«.
Njegove atomistične teorije so po njegovi smrti v delih učencev modificirali. Asklepiad, denimo, je menil, da so atomi deljivi. V rimskem svetu je bil največji predstavnik epikurejstva že omenjeni Tit Lukrecij Kar. V novem veku je bil z razvojem eksperimentalne znanosti prehod od spekulativnega klasičnega atomizma do modernega znanstvenega, ki so ga potrjevali eksperimenti, postopen in prehoden.

## Epikurejstvo
Epikur je svojo filozofijo utemeljil materialistično, in to dosledneje, kot so to storili stoiki. Ni se naslanjal na Aristotela, ampak na Demokrita, v čigar atomizmu je našel pobude za lastni atomizem. Podobno kot stoiki je tudi on razdelil filozofijo na logiko, fiziko in etiko. Izvor spoznanja mu je bila čutna zaznava. Neposrednost občutkov dokazuje njihovo resničnost. Množica čutnih opisov vodi k domnevam in mnenjem, ki niso povsem zanesljiva; zanesljiva so, če jamčijo zanje občutki, kadar pa se nanašajo na prihodnost, so negotova.
Iz izkušnje izvirajo abstraktne ideje, ki so v umu in s katerimi duh dojema predmete.
Od vekomaj bivajo samo atomi ali nedeljivi delci snovi in praznine. Atomi se gibljejo po prostoru in se prosto spajajo in razdružujejo. Vendar Epikurjevi atomi ne padajo navpično skozi prostor, ampak se od te smeri naključno odmikajo v vse smeri. Imajo torej samosvoje gibanje, ki hkrati pojasnjuje spajanje atomov (če bi padali vsi v isto smer, se ne bi mogli med seboj združevati niti razdruževati).
Epikurejci menijo, da je vesolje sestavljeno iz različnih sistemov združenj atomov različnih velikosti. Tudi duša je iz atomov in se po smrti razkroji, izgine. Zato se smrti ni bati:
Smrt ni za nas nič; zakaj ko se telo razdruži v svoje elemente, ne čuti več, in to, kar nima čutil, je za nas nič. (Iz del Diogena Laertskega)
Iz fizike sledi tudi Epikurjeva etika, katere cilj je bil duševni mir in nevznemirjenost (ataraksija). Pot do tega pa je bila pri epikurejcih drugačna kot pri stoikih ali skeptikih. Epikur pravi v nekem od maloštevilnih ohranjenih odlomkov tole:
Ugodje je začetek in konec blaženega življenja. Ugodje je naša prva in najbližja dobrina.
Telesno in duhovno ugodje je nujen pogoj za srečno življenje. To uči nauk imenovan hedonizem. Kot so krščanski filozofi menili, da gre zgolj za uživaštvo, so epikurejstvo stoletja preganjali. Šele renesansa je pokazala, da je imel Epikurjev hedonizem tudi intelektualni značaj, in to v skladu z antično mislijo o tesni vezi med vrlino in modrostjo:
Ne moremo živeti v ugodju, ne da bi živeli modro, dobro in pravično, in ne moremo živeti modro, dobro in pravično, ne da bi živeli v ugodju. (Epikur: Odlomki − ni slov. prevoda)
Bolj kot telesno je treba ceniti duhovno ugodje. Epikur je menil, da ljudje živijo v družbi in v državi zato, da bi lažje živeli. V tej misli je Karl Marx videl zametek misli, da temelji država na družbeni pogodbi. Podobno kot stoicizem je tudi epikurejstvo svojevrsten odgovor (tudi v rimski dobi) na zahteve tiste dobe, na počasno, a zanesljivo razkrajanje sužnjeposestniškega reda.